# João Morais
João Pedro Morais – oft nur Morais – (* 6. März 1935 in Cascais; † 27. April 2010 in Vila do Conde) war ein portugiesischer Fußballspieler und -trainer. Der Verteidiger gewann mit Sporting Lissabon den Europapokal der Pokalsieger von 1964 sowie zweimal die Meisterschaft und einmal den Pokal von Portugal. wurde mit der Nationalmannschaft um den legendären Eusébio Dritter bei der Fußball-Weltmeisterschaft 1966 in England.
Morais spielte bereits als 14-Jähriger in der ersten Mannschaft von Sporting Alcabideche, wechselt aber 1951 zu den Juniorenmannschaften des Erstligisten Grupo Desportivo Estoril Praia. 1954 unterzeichnete er sowohl Verträge beim ambitionierten Zweitligisten Caldas SC aus Caldas da Rainha knapp 100 Kilometer nördlich von Lissabon, der Morais ein exzellentes finanzielles Angebot machte, als auch beim Spitzenverein Benfica Lissabon mit dem der Verein bereits Transfer-Abmachungen getroffen hatte. Dafür wurde er mit einer einjährigen Sperre bedacht, die aber auf ein halbes Jahr verkürzt wurde. Von letztendlich Caldas wechselte er 1955 zum Erstligaaufsteiger SC União Torreense. Er wurde in den folgenden Jahren mit Torreense zweimal Siebter und einmal Achter, was die erfolgreichste Periode des Vereins beschreibt.
1958 wechselte er zum amtierenden Landesmeister Sporting Lissabon. Unter dem uruguayischen Trainer Enrique Fernández hatte er zunächst viele Einsätze auf seiner bevorzugten Position als Linksaußen, zeigte aber anfänglich wenig Bereitschaft, sich auf defensiveren Positionen aufstellen zu lassen. Trainer Júlio Cernadas Pereira „Juca“ aus Moçambique hatte hier mehr Überzeugungskraft, und als Linker Außenverteidiger gewann er 1962 seine erste Landesmeisterschaft. 1966 folgte eine weitere Meisterschaft und der 1963 den Pokal. Dieser Titel berechtigte zur Teilnahme am Europapokal der Pokalsieger 1963/64.
Auf dem Weg ins Finale erzielte SCP mit 16:1 gegen APOEL Nikosia aus Zypern den bis heute höchsten Sieg in einem Europacup-Spiel. Im Viertelfinale gewann er nach einer 1:4-Hinspielniederlage gegen Manchester United um Bobby Charlton und George Best zu Hause noch mit 5:0, wobei Morais das 4:0 beisteuerte. Im Halbfinale war nach Ergebnissen von 0:0 und 1:1 gegen Olympique Lyon ein Entscheidungsspiel notwendig, das der SCP in Madrid mit 1:0 gewann. Nach einem 3:3 im Finale gegen den MTK Budapest im Brüsseler Heysel-Stadion musste auch hier ein zusätzliches Spiel angesetzt werden. Im Wiederholungsspiel im Bosuilstadion von Antwerpen erzielte Morais durch einen legendären, direkt verwandelten Eckstoß in der 20. Minute den einzigen Treffer der Partie und sicherte den einzigen Gewinn in diesem Wettbewerb für einen portugiesischen Verein. Die „Ecke von Morais“ fand als Cantinho do Morais weiland auch Einzug in die Folklore und wurde selbst besungen. Er kam in den Finalspielen gegen MTK nur aufgrund einer Verletzung des Stammspielers Hilário zum Einsatz.
Im Juni 1966 kam er im Rahmen der Vorbereitung der Nationalmannschaft für die Fußball-Weltmeisterschaft 1966 in England zu seinen ersten beiden Länderspielen. Portugal wurde bei der Endrunde mit Stars wie Eusébio in der als Magriços in die Geschichte eingegangenen Mannschaft Dritter. Morais kam dabei in zwei Gruppenspielen zum Einsatz, wobei Portugal gegen die weiland gut besetzten Ungarn und Titelverteidiger Brasilien jeweils mit 3:1 gewann. In letzterem Spiel verübte er nach etwa 30 Minuten das Foul gegen Pelé das die Fußballerlegende für den Rest des Spiels erfolgreich außer Gefecht setzte. Portugal lag zu diesem Zeitpunkt aber bereits 2:0 vorne. Sein drittes Spiel beim Turnier ist auch in Erinnerung geblieben, In der Viertelfinalbegegnung gegen Nordkorea – das in der Gruppenphase Italien ausschaltete – gewann Portugal nach 0:3-Rückstand noch mit 5:3.
Insgesamt kam er bis 1967 auf neun Länderspiele, darunter auch drei Partien zur Qualifikation für die seinerzeit mit nur vier Mannschaften stattfindende Finalrunde der Europameisterschaft 1968 in Italien. Portugal scheiterte aber hier überraschend an Bulgarien.
Bei Sporting spielte er auf beiden Flügel- und Außenverteidigerpositionen und erzielte in seinen 255 Spielen 66 Tore. 1969 verabschiedete er sich von Sporting und spielte noch für geraume Zeit in Südafrika und beim Rio Ave FC in Vila do Conde im Nordwesten Portugals, wo er auch als Trainer wirkte.
Am 19. Dezember 1966 wurde ihm für seine Verdienste um den Fußball die Silbermedaille des Ordens des Infanten Dom Henrique verliehen.